# アブー・ハーミド・サーガーニー
アブー・ハーミド・サーガーニー（Abū Ḥāmid Aḥmad b. Muḥammad b. al-Ḥusayn al-Ṣāghānī al-Asṭurlābī、990年歿）は、10世紀のバグダードで活動した数学者、天文学者、天文観測器械制作者である。名前に含まれる「サーガーニー」は、地名サーガーンとの深い関わりがあることを示すニスバであり、サーガーンとはホラーサーンのメルヴのことである。
サーガーニーの人物像や業績については、13世紀の人物伝作家キフティーの Taʾrīkh al‐ḥukamāʾ が一次資料として利用できる。キフティーによると、サーガーニーは地理学と天文学（ʿilm al‐hayʾa）の専門家であり、バグダードには多数の弟子がいたという。当時、ブーヤ朝の君主シャラフッダウラは宮廷にすぐれた天文学者を何人も呼び寄せ、宮殿の庭の一隅に天文台を建造させた。シャラフッダウラの天文台は五惑星と太陽、月の運行を国家機関として観測する目的で建てられたものである。西暦988年にはウィージャン・イブン・ルスタム・クーヒーを天文台長として、太陽が巨蟹宮に入って3箇月後に天秤宮に入ったことを観測した。サーガーニーは、この観測が正確であることを証言する公式書類に署名している。